# Badran Al-Shaqran
Badran Mohamad Al-Shaqran (Ar-Ramtha, 19 gennaio 1974) è un ex calciatore giordano, di ruolo attaccante.

## Carriera

### Nazionale
Ha debuttato in Nazionale nel 1997. Ha partecipato, con la Nazionale, alla Coppa d'Asia 2004.

## Palmarès

### Club

#### Competizioni nazionali
- Bahraini King's Cup: 1

Muharraq: 2004-2005
- Bahraini FA Cup: 1

Muharraq: 2004-2005